# Say You Will
Albums de Fleetwood Mac
Time
(1995)
Say You Will est le dix-septième et dernier album studio de Fleetwood Mac, sorti en avril 2003.
À la suite du départ de Christine McVie, le groupe est réduit à un quatuor composé de Lindsey Buckingham, Stevie Nicks, John McVie et Mick Fleetwood. C'est le premier album studio du groupe avec Buckingham depuis Tango in the Night (1987). Christine McVie n'est présente que sur 2 chansons à titre d'invitée, Sheryl Crow apparaît aussi sur deux autres pièces.

## Titres
1. What's the World Coming To (Lindsey Buckingham, Julian Raymond) – 3:47
2. Murrow Turning Over in His Grave (Buckingham) – 4:11
3. Illume (9-11) (Stevie Nicks) – 4:50
4. Thrown Down (Nicks) – 4:02
5. Miranda (Buckingham) – 4:17
6. Red Rover (Buckingham) – 3:57
7. Say You Will (Nicks) – 3:47
8. Peacekeeper (Buckingham) – 4:10
9. Come (Buckingham, Neale Heywood) – 5:59
10. Smile at You (Nicks) – 4:32
11. Running Through the Garden (Nicks, Ray Kennedy, Gary Nicholson) – 4:33
12. Silver Girl (Nicks) – 3:59
13. Steal Your Heart Away (Buckingham) – 3:33
14. Bleed to Love Her (Buckingham) – 4:05
15. Everybody Finds Out (Nicks, Richard Nowels) – 4:28
16. Destiny Rules (Nicks) – 4:26
17. Say Goodbye (Buckingham) – 3:24
18. Goodbye Baby (Nicks) – 3:50

Une édition limitée de Say You Will comprend également un second CD de quatre titres :
1. Love Minus Zero/No Limit (Bob Dylan) – 4:21
2. Not Make Believe" (Nicks) – 4:30
3. Peacekeeper (Live) (Buckingham) – 4:17
4. Say You Will (Live) (Nicks) – 3:51

## Musiciens

### Fleetwood Mac
- Lindsey Buckingham : guitare, percussions, claviers, chant
- Stevie Nicks : chant, claviers additionnels
- John McVie : basse
- Mick Fleetwood : batterie, percussions

### Musiciens supplémentaires
- Christine McVie : orgue Hammond, claviers et chœurs sur Steal Your Heart Away, chœurs sur Bleed to Love Her
- Sheryl Crow : orgue Hammond et chœurs sur Say You Will et Silver Girl
- Jamie Muhoberac : orgue Hammond sur Come
- John Pierce : basse additionnelle sur Steal Your Heart Away
- John Shanks : claviers additionnels sur What's the World Coming To, guitare additionnelle sur Peacekeeper
- Dave Palmer : piano sur Steal Your Heart Away
- Jessica James Nicks, Molly McVie, Madelyne Felsch : chœurs sur Say You Will

## Certifications
| Pays              | Certification | Unités certifiées |
| ----------------- | ------------- | ----------------- |
| États-Unis (RIAA) | Or            | 500 000           |